# 愛民頓油人
愛民頓油人隊（Edmonton Oilers）是位於加拿大愛民頓的國家冰球聯盟隊伍，隸屬於西大區太平洋分區。油人隊的主要競爭對手是亞省的另一支NHL球隊卡加利火焰队，兩隊交鋒的賽事廣受注目，堪稱阿尔伯塔德比（Battle of Alberta）。
愛民頓油人隊成立於1972年；1979年，随着WHL并入现今的NHL。1983年-1990年為該隊的黃金時期，打造了NHL的最后一个王朝，北美四大联盟中三大王朝之一的油人王朝。他们在韦恩·格雷茨基的帶領下，7個季賽中分別於1984年、1985年、1987年、1988年和1990年共奪得5次史丹利盃。

## 外部連結
- 官方网站

1. ↑  Francis, Eric. . Calgary Sun. 2003-09-17.
2. ↑  Francis, Eric. . Calgary Sun. 2003-09-21.